# كاتي غريفين
كاتي غريفين هي مغنية وممثلة كندية، ولدت في 14 يناير 1973 في تورونتو في كندا.

## وصلات خارجية
- كاتي غريفين على موقع IMDb (الإنجليزية)
- كاتي غريفين على موقع قاعدة بيانات الفيلم (الإنجليزية)
- كاتي غريفين على موقع ANN person (الإنجليزية)